# Mehrdad
Mehrdad (persisch مهرداد; [mɛhrdɑːd]) ist ein männlicher persischer Vorname. Der Vorname wird bei allen iranischen Volksgruppen häufig vergeben.
Einige Könige des persischen Reiches haben diesen Namen getragen. Die ursprüngliche Form dieses Namens ist Mithradata, Mithradates bzw. Mithridates und bedeutet Geschenk der Sonne. Der Lichtgott Mithra war bei indoarischen Völkern ein Mittler zwischen Gut und Böse. Er war Gott der Wahrheit, der Gerechtigkeit und des Krieges zugleich. Sein Name hat gleich drei Bedeutungen: Freund, Licht, Liebe. Die erste Silbe dieses Vornamens (Mehrdad) ist die neupersische Form von Mithra bzw. Mithras.

## Namensträger
- Mehrdad Izady (* 1963), belgisch-kurdischer Schriftsteller und Kartograf
- Mehrdad Minavand (1975–2021), iranischer Fußballspieler, -trainer und Sänger
- Mehrdad Mohammadi (* 1993), iranischer Fußballspieler
- Mehrdad Mostofizadeh (* 1969), deutscher Politiker (B90/Grüne)
- Mehrdad Payandeh (Gewerkschafter) (* 1960), deutscher Gewerkschafter
- Mehrdad Payandeh (Rechtswissenschaftler) (* 1978), deutscher Rechtswissenschaftler
- Mehrdad Pooladi (* 1987), iranischer Fußballspieler